# Spedizione negli Abruzzi
La spedizione negli Abruzzi, svoltasi tra il 24 settembre 1860 e il 6 novembre 1860, fu un'operazione militare ideata e guidata dal colonnello prussiano Theodor Friedrich Klitsche de la Grange e finalizzata a rovesciare le autorità italiane e ripristinare le istituzioni napolitane nelle province abruzzesi, contando sul favore della popolazione locale.
Le operazioni, in una fase iniziale, portarono a diversi successi negli scontri armati, che si tradussero nella fuga delle truppe e delle autorità fedeli a Casa Savoia e comportarono il ripristino delle istituzioni del Regno delle Due Sicilie nel Distretto di Avezzano, Marsica e aree limitrofe. Successivamente, le sorti della spedizione mutarono, sia a causa della carenza di uomini e mezzi, sia a causa  della sconfitta patita dal Real Esercito nella Battaglia del Macerone, che costrinse lo Stato Maggiore a ordinare, per scopi difensivi, il rientro della Brigata nel Distretto di Sora.